# Zeller Horn
Das Zeller Horn (912,7 m ü. NHN) ist ein Berg auf der Gemarkungsgrenze von Hechingen und Albstadt-Onstmettingen am Albtrauf, dem Steilabfall der Schwäbischen Alb.

## Lage
Benannt wurde es nach der bereits im 15. Jahrhundert abgegangenen Siedlung Zell auf der Gemarkung des heutigen Hechinger Stadtteils Boll, von der nur noch die unterhalb des Zeller Horns liegende Wallfahrtskirche Maria Zell auf der ehemaligen Burgstelle der Burg Zell fortbesteht. Als schmaler Ausläufer der Albhochfläche dem Raichberg vorgelagert, bietet das Zeller Horn Ausblick auf die jenseits eines Sattels vor seinem Sporn auf dem Zeugenberg Hohenzollern stehende Burg Hohenzollern und das Albvorland. Bei klarer Sicht reicht der Blick bis zum Feldberg im Schwarzwald und in den Großraum Stuttgart.

## Schutzgebiete

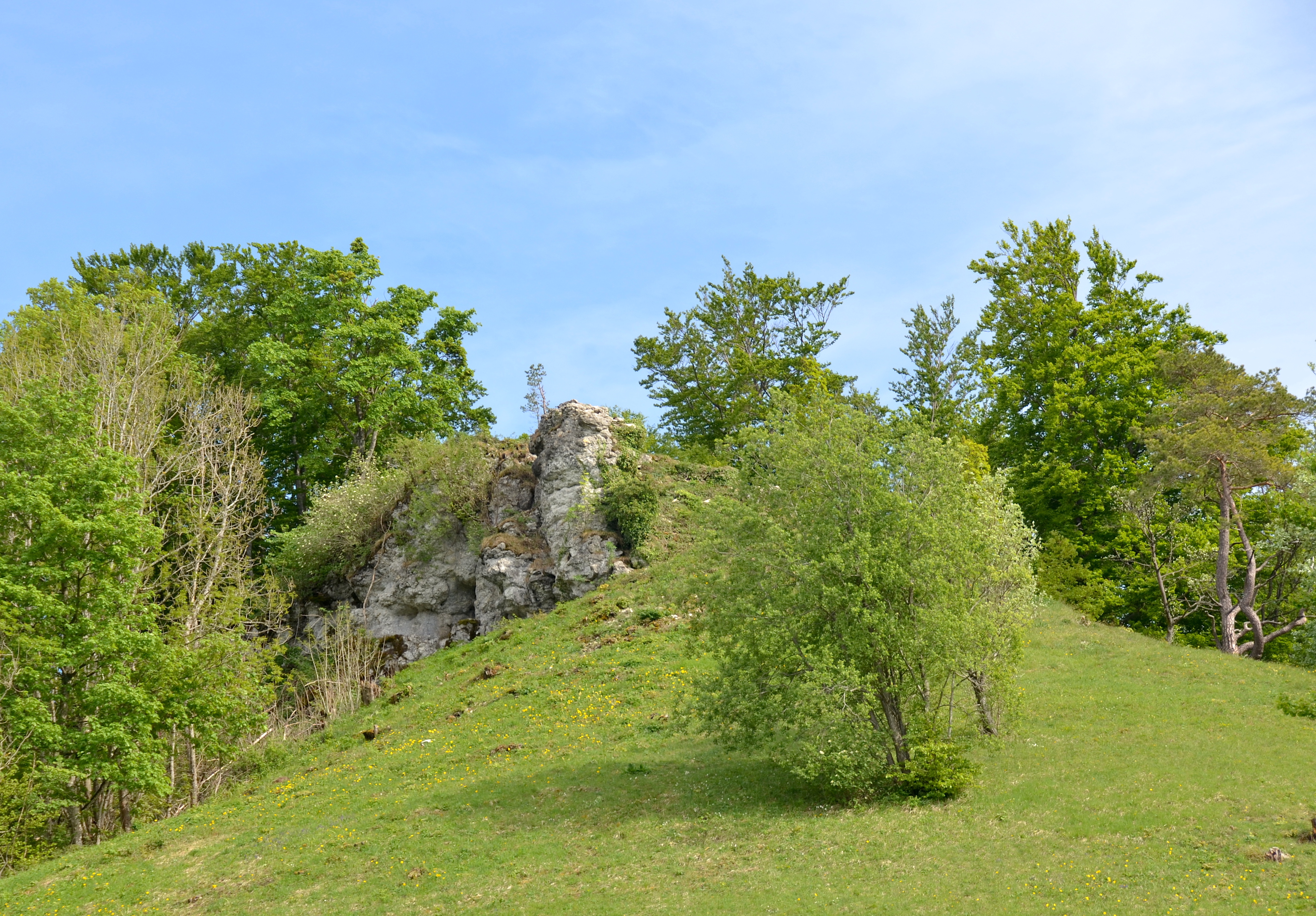
Gipfel des Zeller Horns

Am Westabfall des Berges liegt die am 14. Februar 1950 als Naturschutzgebiet ausgewiesene 4,4 ha große Zellerhornwiese. Sie wurde als Holzwiese ursprünglich von Onstmettingen aus genutzt und zeigt in ihrer Flora verwandte Züge zum Magerrasen der Holzwiesen am Irrenberg. Interessant ist auch der Gegensatz der bewaldeten Hangabschnitte des Zeller Horns: Der Südhang weist den höchstgelegenen Eichen-Steppenheide-Wald der Schwäbischen Alb auf, am schattigen Nordhang findet man dagegen den typischen Tannen-Buchen-Wald der Südwestalb.
Das in einer Höhe von 840 bis 900 m liegende Naturschutzgebiet ist Habitat für eine große Pflanzenvielfalt, darunter das Vielblättrige Läusekraut, die Wohlriechende Händelwurz und das Berghähnlein sowie die Pflanzengesellschaften der Blaugras-Kalkmagerrasen und der montanen Goldhaferwiesen.
Die Zellerhornwiese ist außerdem Teil des 1.519 Hektar großen FFH-Gebiets Nr. 7719341 Gebiete um Albstadt und des 43.031 Hektar großen Vogelschutzgebiets Nr. 7820441 Südwestalb und Oberes Donautal.

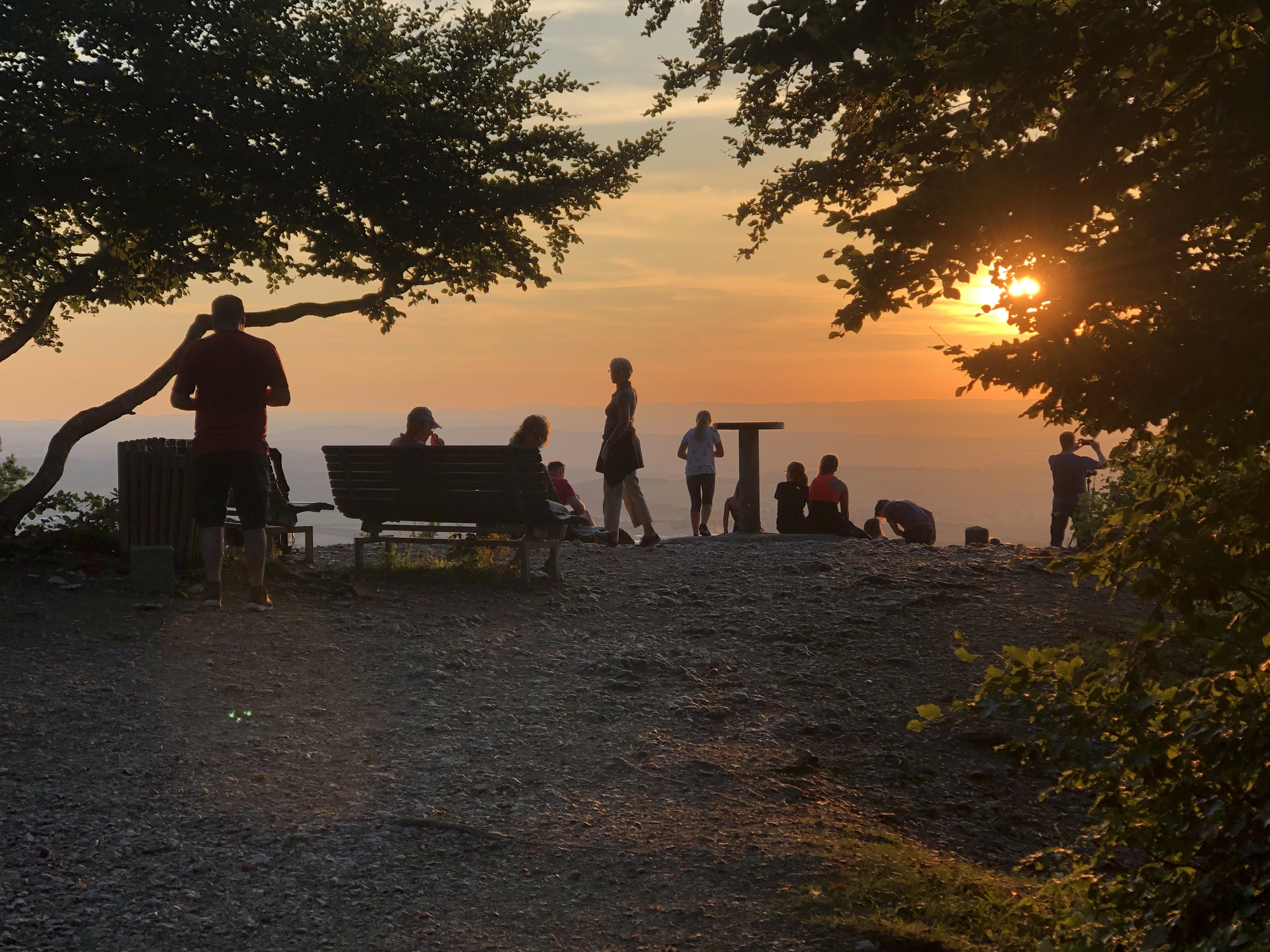
Wanderer am Zeller Horn

## Wanderwege
Der Albstädter Premiumwanderweg Traufgang 3 Zollernburg Panorama führt über das Zeller Horn.